# Гладкий травяной уж
Гладкий травяной уж (лат. Opheodrys vernalis) — вид змей из семейства ужеобразных, обитающий в Северной Америке.

## Описание
Общая длина колеблется от 30 до 50 см. Голова немного вытянутая, глаза большие и круглые. Туловище очень тонкое и стройное, с гладкой чешуёй, расположенной в 15 рядов. Язык красный с чёрным кончиком. Спина ярко-зелёного цвета, брюхо белое или жёлтое. При рождении окраска может быть оливково-зелёной, сине-серой или даже коричневой, но после первой линьки цвет становится характерным ярко-зелёным.

## Образ жизни
Населяет различные биотопы, включая болота, луга, берега ручьёв и опушки лесов. Предпочитает влажные места обитания и районы вблизи постоянных источников воды, как правило, оставаясь в зелёных зонах для маскировки. Практически всю жизнь проводит на земле, изредка лазит. Активен днём.
На время спячки ищет норы, муравейники и другие подземные укрытия, как правило, собираясь в большом количестве.
Питается в основном насекомыми и пауками, включая гусениц, сенокосцев, моль, муравьёв, улиток, червей и слизней.

## Размножение
Это яйцекладущая змея. Самка откладывает 4—6 яиц, обычно в норы грызунов, насыпи гниющей растительности, кучи опилок или гниющую древесину.

## Распространение
Живет в провинциях Канады: Саскачеван, Манитоба, Новая Шотландия, Нью-Брансуик, Онтарио, Квебек, Остров принца Эдуарда, штатах США: Северная Дакота, Южная Дакота, Небраска, Миннесота, Монтана, Айова, Миссури, Висконсин, Иллинойс, Мичиган, Индиана, Огайо, Западная Вирджиния, Вирджиния, Мэриленд, Пенсильвания, Нью-Джерси, Нью-Йорк, Коннектикут, Массачусетс, Вермонт , Нью-Гемпшир, Мэн, Колорадо, Техас, а также в некоторых районах северной Мексики.

## Галерея

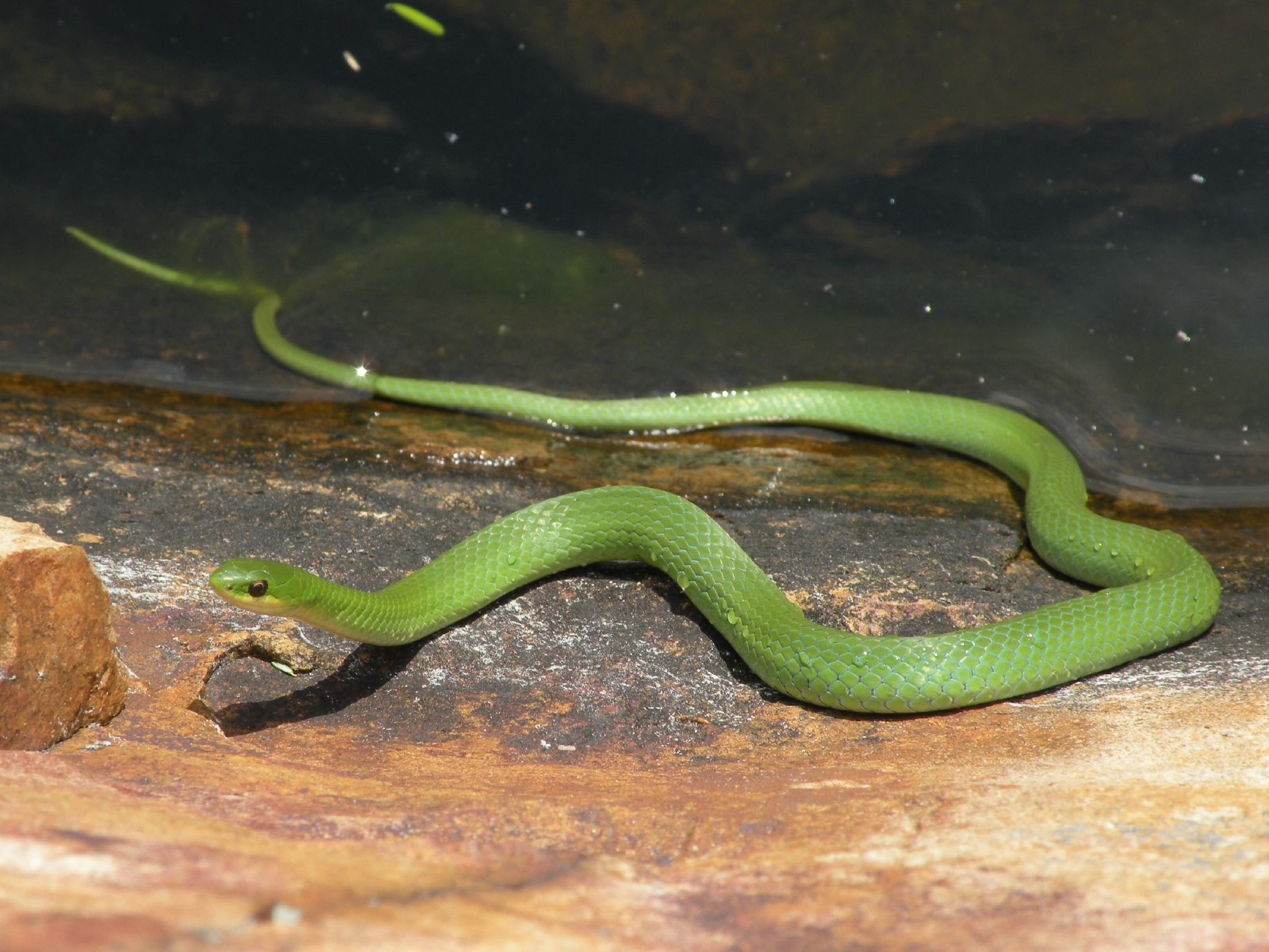
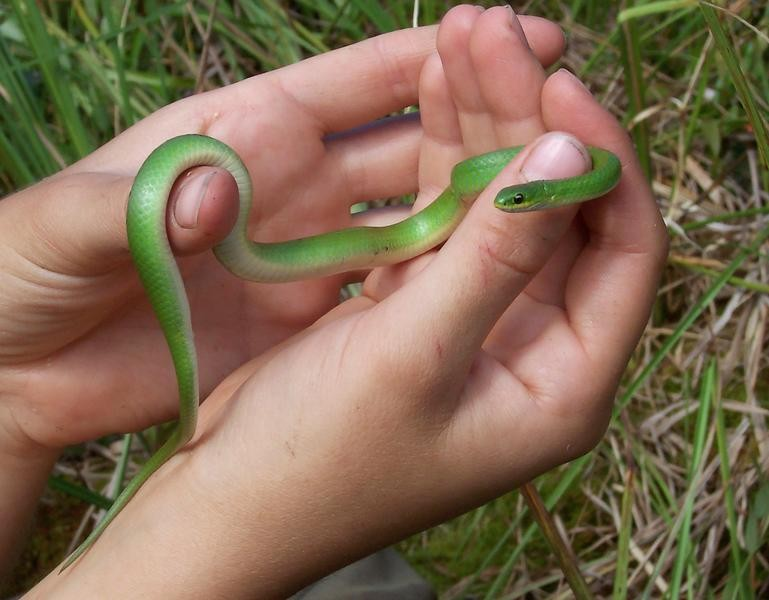
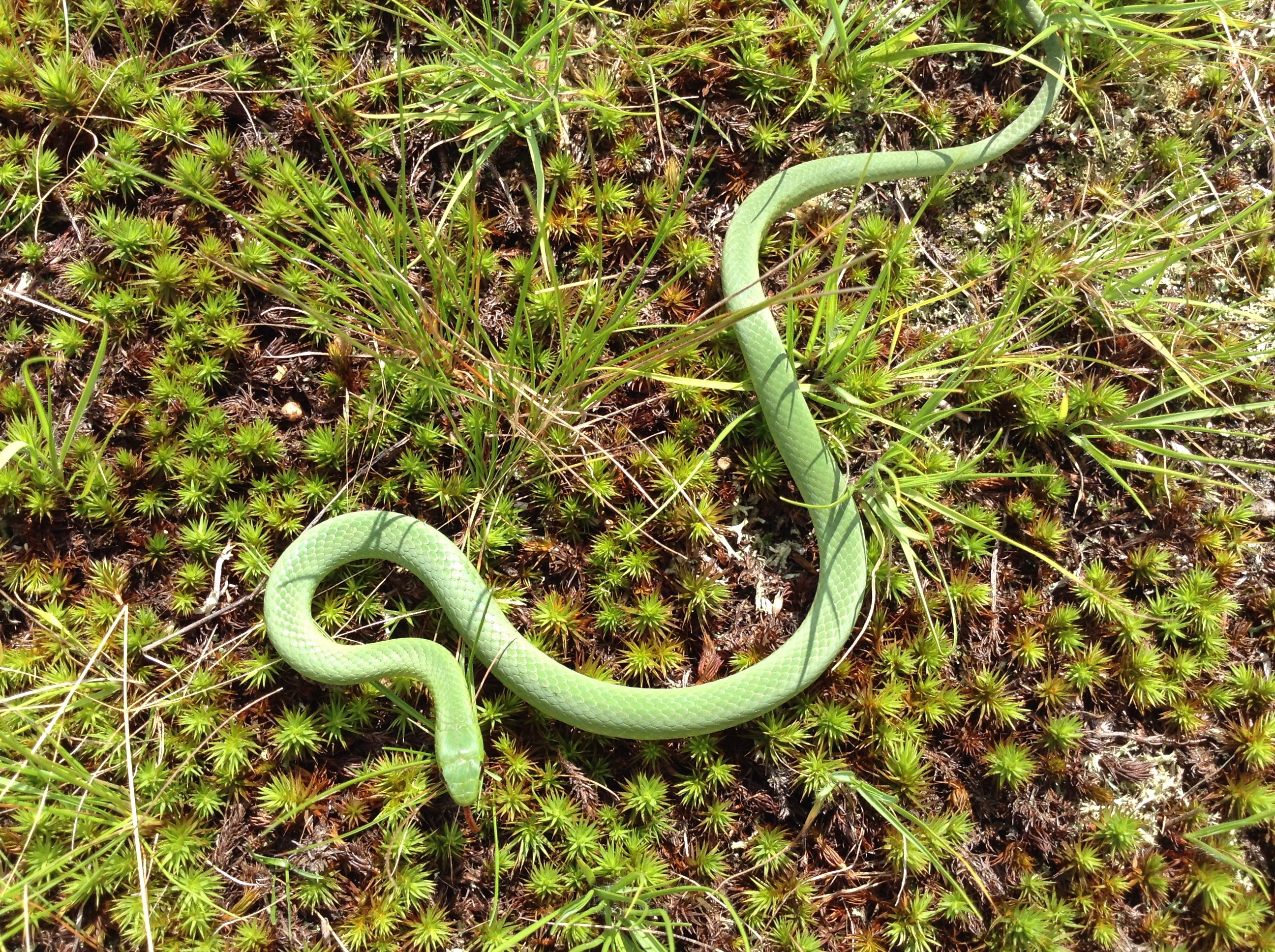
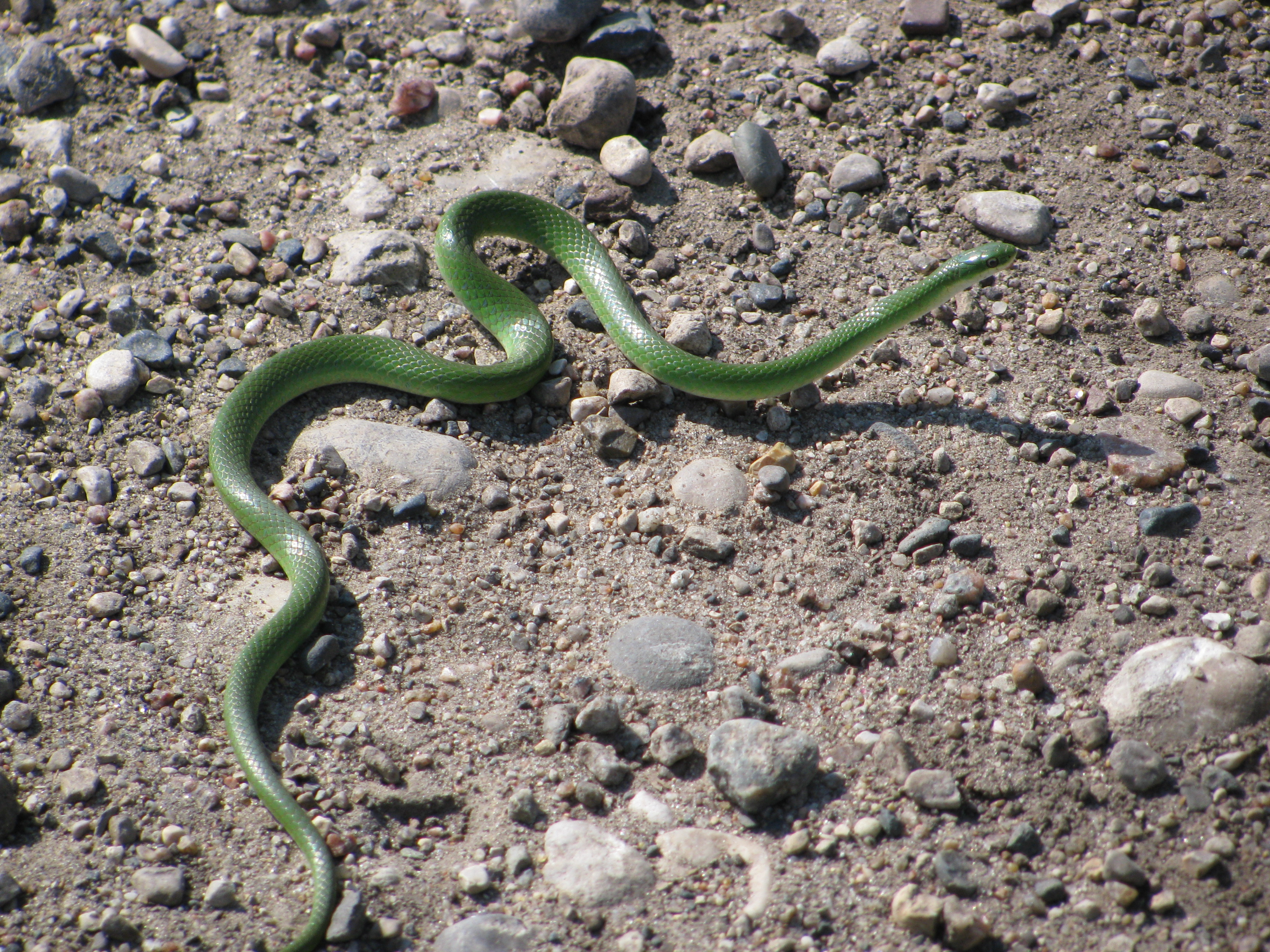